# Поліноми Чебишова
Поліноми Чебишева — дві послідовності поліномів {\displaystyle \{T_{n}(x)\}_{n=0}^{\infty }} і {\displaystyle \{U_{n}(x)\}_{n=0}^{\infty }}, названі на честь Пафнутія Чебишова.

## Визначення
Поліном Чебишова першого роду визначається як
{\displaystyle T_{0}=1,\quad \quad T_{n}(x)=\cos(n\arccos x),}
де {\displaystyle n=1,2,3,...} Поліном Чебишова першого роду {\displaystyle T_{n}(x)} є поліномом степеня {\displaystyle n} зі старшим коефіцієнтом {\displaystyle 2^{n-1}}, що на відрізку {\displaystyle [-1,1]} має найменше відхилення від нуля серед усіх таких поліномів. Вони утворюють ортогональний базис із ваговою функцією {\displaystyle w(x)=1/(1-x^{2})^{1/2}} у інтервалі {\displaystyle [-1,1]}, оскільки підстановка {\displaystyle \theta =\arccos x} приводить до рівняння
{\displaystyle \int _{-1}^{+1}T_{n}(x)T_{m}(x){\frac {dx}{(1-x^{2})^{1/2}}}=\int _{0}^{\pi }\cos n\theta \cos m\theta \,d\theta =0\quad \quad (m\neq n).}
Поліноми Чебишова другого роду визначаються як
{\displaystyle U_{0}=1,\quad \quad U_{n}(x)=\sin(n\arccos x),}
де {\displaystyle n=1,2,3,...} Поліном Чебишова другого роду {\displaystyle U_{n}(x)} є поліномом степеня {\displaystyle n} зі старшим коефіцієнтом {\displaystyle 2^{n}}, інтеграл від абсолютної величини якого на проміжку {\displaystyle [-1,1]} набуває найменшого можливого значення.
Поліноми Чебишова можна записати у вигляді
{\displaystyle T_{n}(x)=1/2[(x+i{\sqrt {1-x^{2}}})^{n}+(x-i{\sqrt {1-x^{2}}})^{n}],}
{\displaystyle U_{n}(x)=1/2[(x+i{\sqrt {1-x^{2}}})^{n}-(x-i{\sqrt {1-x^{2}}})^{n}].}
Ці формули можна отримати, якщо вважати {\displaystyle x=\cos \theta ,} представивши тригонометричні функції у експониненційній формі й застосовуючи теорему Муавра та замінюючи після цього {\displaystyle \cos \theta } на {\displaystyle x,} a {\displaystyle \sin \theta } на {\displaystyle (1-x^{2})^{1/2}.}

## Рекурентні співвідношення
Бінономіальний розклад рівнянь
{\displaystyle T_{n}(x)=1/2[(x+i{\sqrt {1-x^{2}}})^{n}+(x-i{\sqrt {1-x^{2}}})^{n}],}
{\displaystyle U_{n}(x)=1/2[(x+i{\sqrt {1-x^{2}}})^{n}-(x-i{\sqrt {1-x^{2}}})^{n}]}
приводить до рівнянь, які можна використати для обчислення декількох поліномів Чебишева. Ці рівняння мають наступний вигляд
{\displaystyle T_{n}(x)=\sum _{r=0}^{n/2}(-1)^{r}{\frac {n!}{(2r)!(n-2r)!}}(1-x^{2})^{r}x^{n-2r},}
{\displaystyle U_{n}(x)=\sum _{r=0}^{(n-1)/2}(-1)^{r}{\frac {n!}{(2r+1)!(n-2r-1)!}}(1-x^{2})^{r+1/2}x^{n-2r+1}.}
Поліноми Чебишова першого роду {\displaystyle T_{n}(x)} можуть бути визначені за допомогою рекурентних співвідношень:
{\displaystyle T_{0}(x)=1\,}
{\displaystyle T_{1}(x)=x\,}
{\displaystyle T_{2}(x)=2x^{2}-1,}
{\displaystyle T_{3}(x)=4x^{3}-3x,}
{\displaystyle T_{4}(x)=8x^{4}-8x^{2}+1,}
{\displaystyle T_{5}(x)=16x^{5}-20x^{3}+5x;}
{\displaystyle T_{n+1}(x)=2xT_{n}(x)-T_{n-1}(x).\,}
Поліноми Чебишова другого роду {\displaystyle U_{n}(x)} можуть бути визначені за допомогою рекурентних співвідношень:
{\displaystyle U_{0}(x)=1,}
{\displaystyle U_{1}(x)=2x,}
{\displaystyle U_{2}(x)=(1-x^{2})^{1/2},}
{\displaystyle U_{2}(x)=(1-x^{2})^{1/2}2x,}
{\displaystyle U_{3}(x)=(1-x^{2})^{1/2}(4x^{2}-1),}
{\displaystyle U_{4}(x)=(1-x^{2})^{1/2}(8x^{3}-4x),}
{\displaystyle U_{5}(x)=(1-x^{2})^{1/2}(16x^{4}-12x^{2}+1).}
{\displaystyle U_{n+1}(x)=2xU_{n}(x)-U_{n-1}(x).\,}
Генератриса поліномів першого роду має вигляд:
{\displaystyle \sum _{n=0}^{\infty }T_{n}(x)t^{n}={\frac {1-tx}{1-2tx+t^{2}}}.\,\!}
Генератриса поліномів другого роду має вигляд:
{\displaystyle \sum _{n=0}^{\infty }U_{n}(x)t^{n}={\frac {1}{1-2tx+t^{2}}}.\,\!}

## Явні формули
Поліноми Чебишова є розв'язками рівняння Пелля в кільці поліномів із дійсними коефіцієнтами:
{\displaystyle T_{n}(x)^{2}-(x^{2}-1)U_{n-1}(x)^{2}=1}
Вони задовольняють рівність:
{\displaystyle T_{n}(x)+U_{n-1}(x){\sqrt {x^{2}-1}}=(x+{\sqrt {x^{2}-1}})^{n}.}
З останньої рівності також випливають формули:
{\displaystyle T_{n}(x)={\frac {(x+{\sqrt {x^{2}-1}})^{n}+(x-{\sqrt {x^{2}-1}})^{n}}{2}}=\sum _{k=0}^{\lfloor n/2\rfloor }{\binom {n}{2k}}(x^{2}-1)^{k}x^{n-2k};}
{\displaystyle U_{n}(x)={\frac {(x+{\sqrt {x^{2}-1}})^{n+1}-(x-{\sqrt {x^{2}-1}})^{n+1}}{2{\sqrt {x^{2}-1}}}}=\sum _{k=0}^{\lfloor n/2\rfloor }{\binom {n+1}{2k+1}}(x^{2}-1)^{k}x^{n-2k}.}

## Тригонометричні співвідношення
Поліноми Чебишова першого роду {\displaystyle T_{n}(x)} можуть бути визначені за допомогою рівняння
{\displaystyle T_{n}(\cos(\theta ))=\cos(n\theta ).\,}
або,
{\displaystyle T_{n}(x)=\cos(n\arccos x)=\cosh(n\,\mathrm {arccosh} \,x)\,\!}
Поліноми Чебишова другого роду {\displaystyle U_{n}(x)} можуть бути визначені за допомогою рівняння
{\displaystyle U_{n}(\cos(\theta ))={\frac {\sin((n+1)\theta )}{\sin \theta }}.}
Можна також виразити через гіперболічні функції
{\displaystyle T_{n}(x)=\mathrm {ch} (n\,\mathrm {Arch} \,x)}
та
{\displaystyle U_{n}(x)=\mathrm {sh} (n\,\mathrm {Arch} \,x).}
Із цих рівнянь випливають рівняння
{\displaystyle T_{n}(x)=1/2[(x+i{\sqrt {1-x^{2}}})^{n}+(x-i{\sqrt {1-x^{2}}})^{n}],}
{\displaystyle U_{n}(x)=1/2[(x+i{\sqrt {1-x^{2}}})^{n}-(x-i{\sqrt {1-x^{2}}})^{n}]}
якщо вважати {\displaystyle x=\mathrm {ch} \,\varphi }, представити гіперболічні функції у експониненційному вигляді, відзначивши, що {\displaystyle \mathrm {ch} \,\varphi +\mathrm {sh} \,\varphi =e^{\varphi }}  та {\displaystyle \mathrm {ch} \,\varphi -\mathrm {sh} \,\varphi =e^{-\varphi }.} Після цього потрібно замінити {\displaystyle \mathrm {ch} \,\varphi } на {\displaystyle x,} a {\displaystyle \mathrm {sh} \,\varphi } на {\displaystyle (x^{2}-1)^{1/2}.}

## Диференціальні рівняння Чебишова
Поліноми Чебишова є розв'язками диференціальних рівнянь:
{\displaystyle (1-x^{2})\,y''-x\,y'+n^{2}\,y=0\,\!}
і
{\displaystyle (1-x^{2})\,y''-3x\,y'+n(n+2)\,y=0\,\!}
відповідно для поліномів першого і другого роду.

## Приклади

Поліноми Чебишева першого роду на відрізку−1 < x < 1:
T_{0}, T_{1}, T_{2}, T_{3}, T_{4} and T_{5}.

### Перші поліноми Чебишова першого роду
{\displaystyle T_{0}(x)=1\,}
{\displaystyle T_{1}(x)=x\,}
{\displaystyle T_{2}(x)=2x^{2}-1\,}
{\displaystyle T_{3}(x)=4x^{3}-3x\,}
{\displaystyle T_{4}(x)=8x^{4}-8x^{2}+1\,}
{\displaystyle T_{5}(x)=16x^{5}-20x^{3}+5x\,}
{\displaystyle T_{6}(x)=32x^{6}-48x^{4}+18x^{2}-1\,}
{\displaystyle T_{7}(x)=64x^{7}-112x^{5}+56x^{3}-7x\,}
{\displaystyle T_{8}(x)=128x^{8}-256x^{6}+160x^{4}-32x^{2}+1\,}
{\displaystyle T_{9}(x)=256x^{9}-576x^{7}+432x^{5}-120x^{3}+9x.\,}

### Перші поліноми Чебишова другого роду

Поліноми Чебишова другого роду на відрізку −1 < x < 1: U_{0}, U_{1}, U_{2}, U_{3}, U_{4} and U_{5}.

{\displaystyle U_{0}(x)=1\,}
{\displaystyle U_{1}(x)=2x\,}
{\displaystyle U_{2}(x)=4x^{2}-1\,}
{\displaystyle U_{3}(x)=8x^{3}-4x\,}
{\displaystyle U_{4}(x)=16x^{4}-12x^{2}+1\,}
{\displaystyle U_{5}(x)=32x^{5}-32x^{3}+6x\,}
{\displaystyle U_{6}(x)=64x^{6}-80x^{4}+24x^{2}-1\,}
{\displaystyle U_{7}(x)=128x^{7}-192x^{5}+80x^{3}-8x\,}
{\displaystyle U_{8}(x)=256x^{8}-448x^{6}+240x^{4}-40x^{2}+1\,}
{\displaystyle U_{9}(x)=512x^{9}-1024x^{7}+672x^{5}-160x^{3}+10x.\,}

## Властивості
Поліноми Чебишова мають такі властивості:
- Ортогональність відносно скалярного добутку (з вагою {\displaystyle {\frac {1}{\sqrt {1-x^{2}}}}} для поліномів першого роду і {\displaystyle {\sqrt {1-x^{2}}}} для поліномів другого роду).

{\displaystyle \int _{-1}^{1}T_{n}(x)T_{m}(x)\,{\frac {dx}{\sqrt {1-x^{2}}}}={\begin{cases}0&:n\neq m\\\pi &:n=m=0\\\pi /2&:n=m\neq 0\end{cases}}}
{\displaystyle \int _{-1}^{1}U_{n}(x)U_{m}(x){\sqrt {1-x^{2}}}\,dx={\begin{cases}0&:n\neq m,\\\pi /2&:n=m.\end{cases}}}
- Серед усіх поліномів, значення яких на відрізку {\displaystyle [-1,1]} не перевищує за модулем 1, поліном Чебишова має:
  - найбільший старший коефіцієнт;
  - найбільше значення у довільній точці {\displaystyle a\geq 1}.
- Нулі полінома Чебишова є оптимальними вузлами інтерполяційних схем.